# Cystiplana karlingi
Cystiplana karlingi är en plattmaskart som beskrevs av Hoxhold 1971. Cystiplana karlingi ingår i släktet Cystiplana och familjen Cystiplanidae. Inga underarter finns listade i Catalogue of Life.